# Gustavo Adolfo Richlin
Gustavo Adolfo Richlin (Joinville, 26 de outubro de 1857 – Joinville, 9 de janeiro de 1948) foi um político brasileiro.
De ascendência suíça, da região germanófona do país, Gustavo foi superintendente municipal de Joinville, cargo atualmente correspondente a prefeito municipal, entre 7 de janeiro de 1899 e 1903. Ele também foi vereador em Joinville durante a 12ª Legislatura da Primeira República, presidindo a casa de 1929 a 1930.
Foi deputado à Assembleia Legislativa de Santa Catarina na 3ª legislatura (1898 — 1900) e na 4ª legislatura (1901 — 1903).
Foi alferes da Guarda Nacional.
Formado na Escola Superior de Comércio da Suíça, foi cônsul honorário da Suiça em Joinville, de 1920 a 1923.